# Aseraggodes persimilis
Aseraggodes persimilis är en fiskart som först beskrevs av Günther, 1909.  Aseraggodes persimilis ingår i släktet Aseraggodes och familjen tungefiskar. Inga underarter finns listade i Catalogue of Life.